# Isčeznovenie
Isčeznovenie (Исчезновение) è un film del 1978 diretto da Veniamin Davydovič Dorman.

## Trama
Lo studente Rodik Samarkin, nipote del famoso scienziato-archeologo, va con gli amici a Kozary alla ricerca di antiche sepolture sciti. Non credendo all'efficacia della spedizione, i ragazzi tornano, lasciando Rodik da solo...